# Avicularia azuraklaasi
Avicularia azuraklaasi är en spindelart som beskrevs av Tesmoingt 1996. Avicularia azuraklaasi ingår i släktet Avicularia och familjen fågelspindlar.
Artens utbredningsområde är Peru. Inga underarter finns listade.

## Bildgalleri

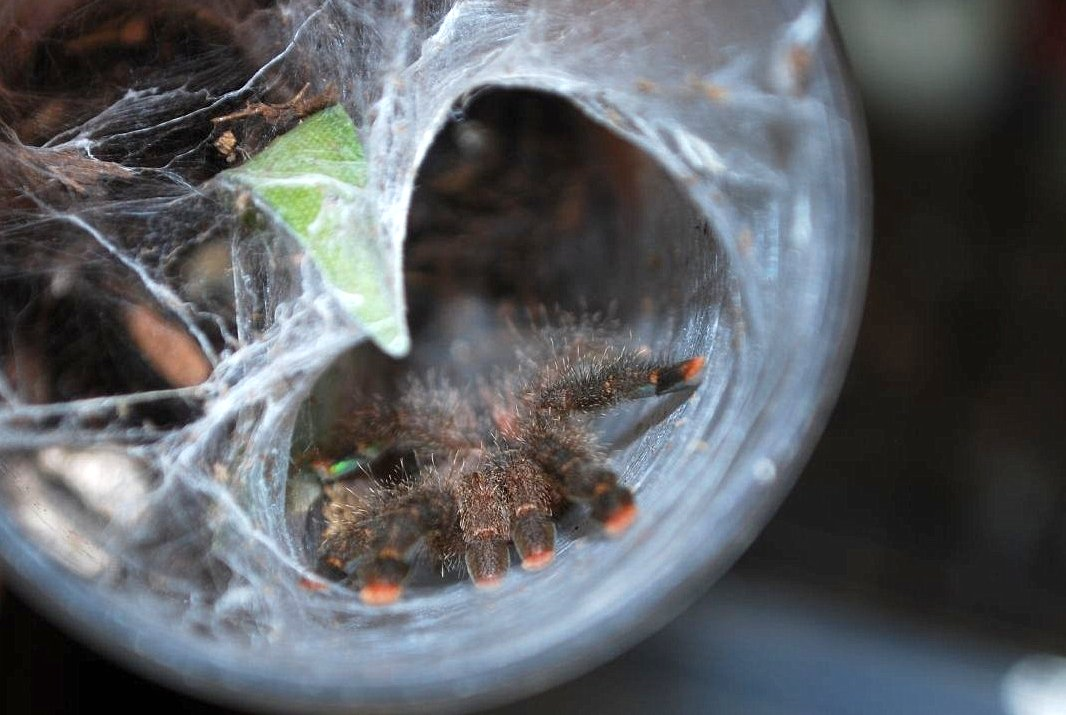
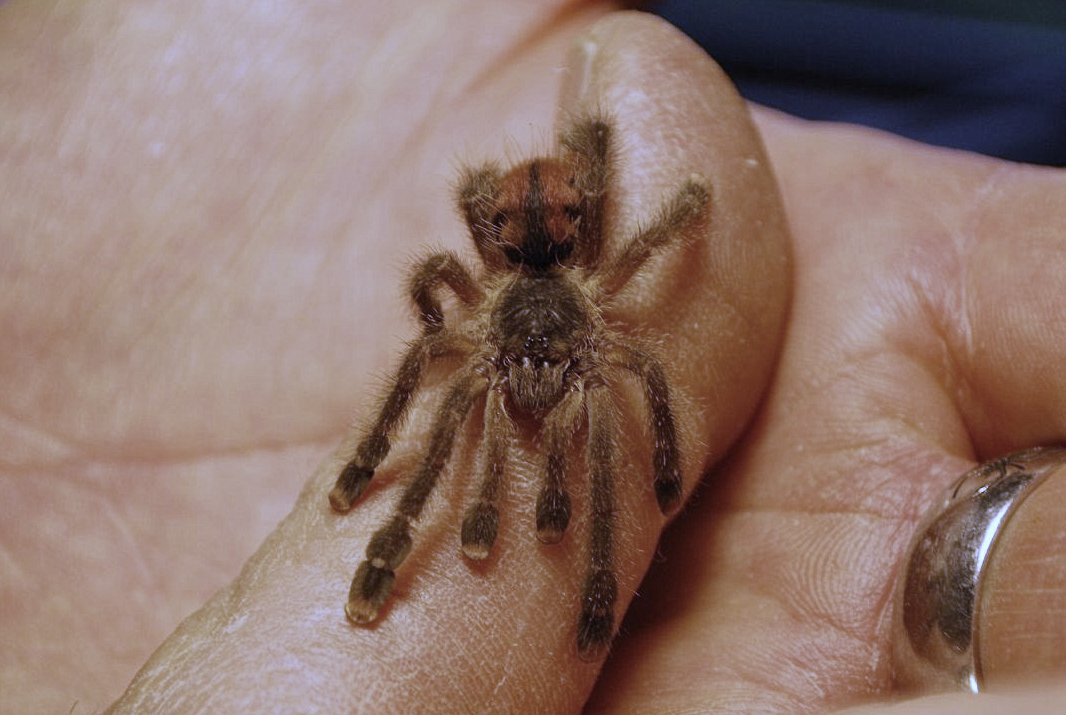